# Nowshera
Nowshera é uma cidade do Paquistão localizada na província de Khyber Pakhtunkhwa.